# Пролетарський (Земетчинський район)
Пролета́рський (рос. Пролетарский) — селище у складі Земетчинського району Пензенської області, Росія.
Населення — 1205 осіб (2010; 1232 у 2002).
Національний склад станом на 2002 рік:
- росіяни — 99 %